# 集落活動センター
集落活動センター（しゅうらくかつどうセンター）とは、高知県で行われている、地域住民が主体となって、地域の課題やニーズに応じて、生活、福祉、産業、防災といった様々な活動に総合的に取り組む仕組みのこと。地域外からの人材も積極的に受け入れながら、旧小学校や集会所などを主な拠点として、活動が広まっている。2012年度（平成24年度）より開始された。

集落活動センターは、高知県による集落の課題解決に向けた取り組みであり、内閣府の推進する「小さな拠点」の代表例としても知られる。「愛着」や「誇り」を感じながら「今後もここに住み続けたい」という想いを持つ中山間地域の住民の想いを実現するため、高知県では「集落活動センターを核とした集落維持の仕組みづくり」が推進されている。

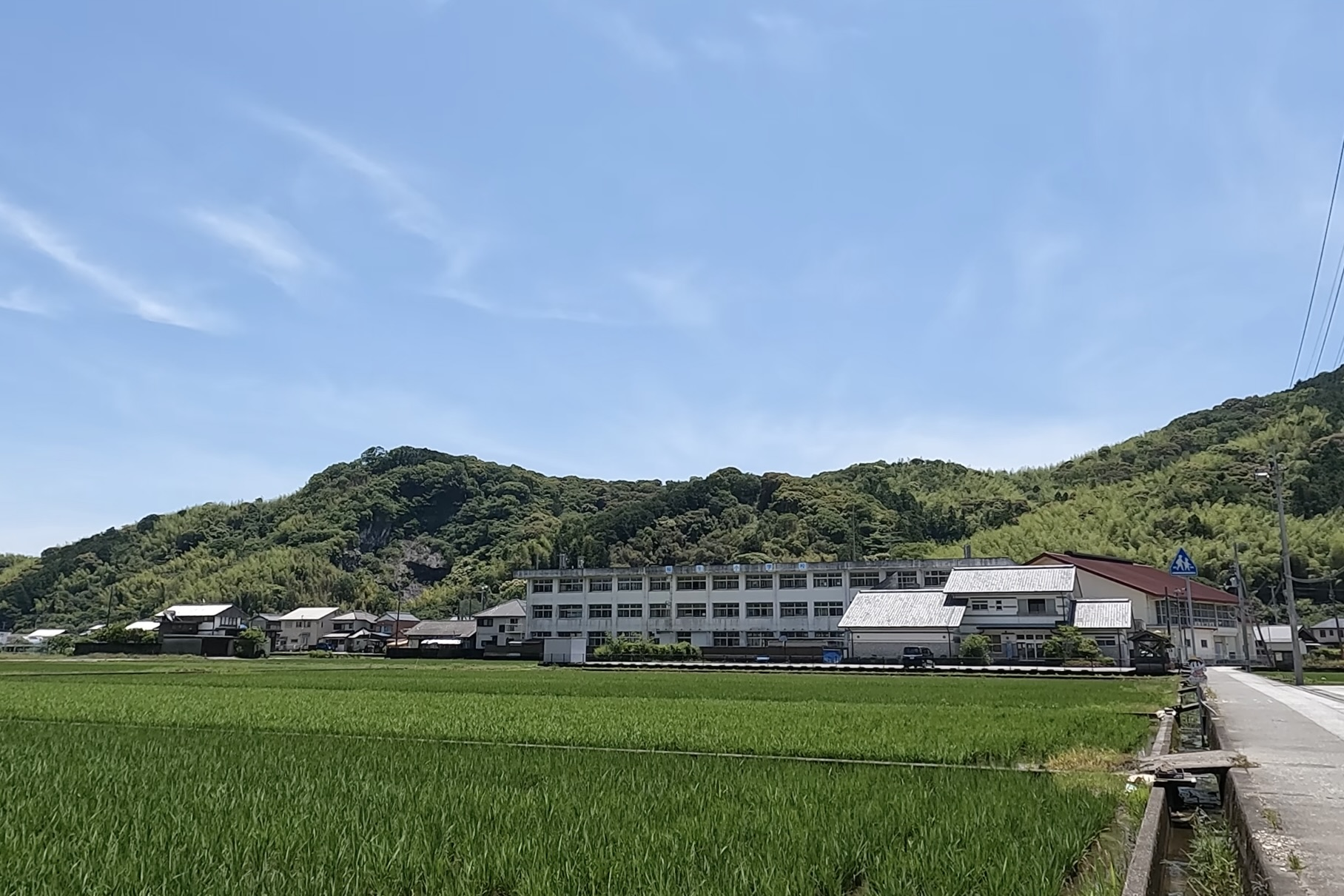
集落活動センター「チーム稲生」稲生ふれあい館遠景

## 主な取り組み内容
集落活動センターでは、集落の住民を対象とした内部向け施作と共に、集落の特色を生かした外部向け観光施作にも取り組んでいる。観光施作では、主に飲食店や宿泊施設の運営、地域の観光体験メニューや特産品開発などを行なっており、それらは高知県が発行する冊子「土佐巡里（とさめぐり）」で紹介されている。

### 集落活動センターの主な施作
- 飲食店の運営 - 「農家食堂café イチョウノキ」（集落活動センター「奥四万十の郷」）、「奈半利のおかって」（集落活動センターなはりの郷）など[4][5]
- 宿泊施設の運営 - 「汗見川ふれあいの郷」（集落活動センター汗見川）、「いしはらの里」（集落活動センターいしはらの里）など[6][7]
- 特産品開発、販売 - 「きらずもち」（集落活動センターたいこ岩）、「銀杏饅頭」（集落活動センターだんだんの里）など[8]
- 健康寿命延伸活動 - 「東川健康ウォーク」（東川集落活動センターかまん東川）、「稲生ふれあいサロン」（集落活動センター「チーム稲生」）など[9][10]

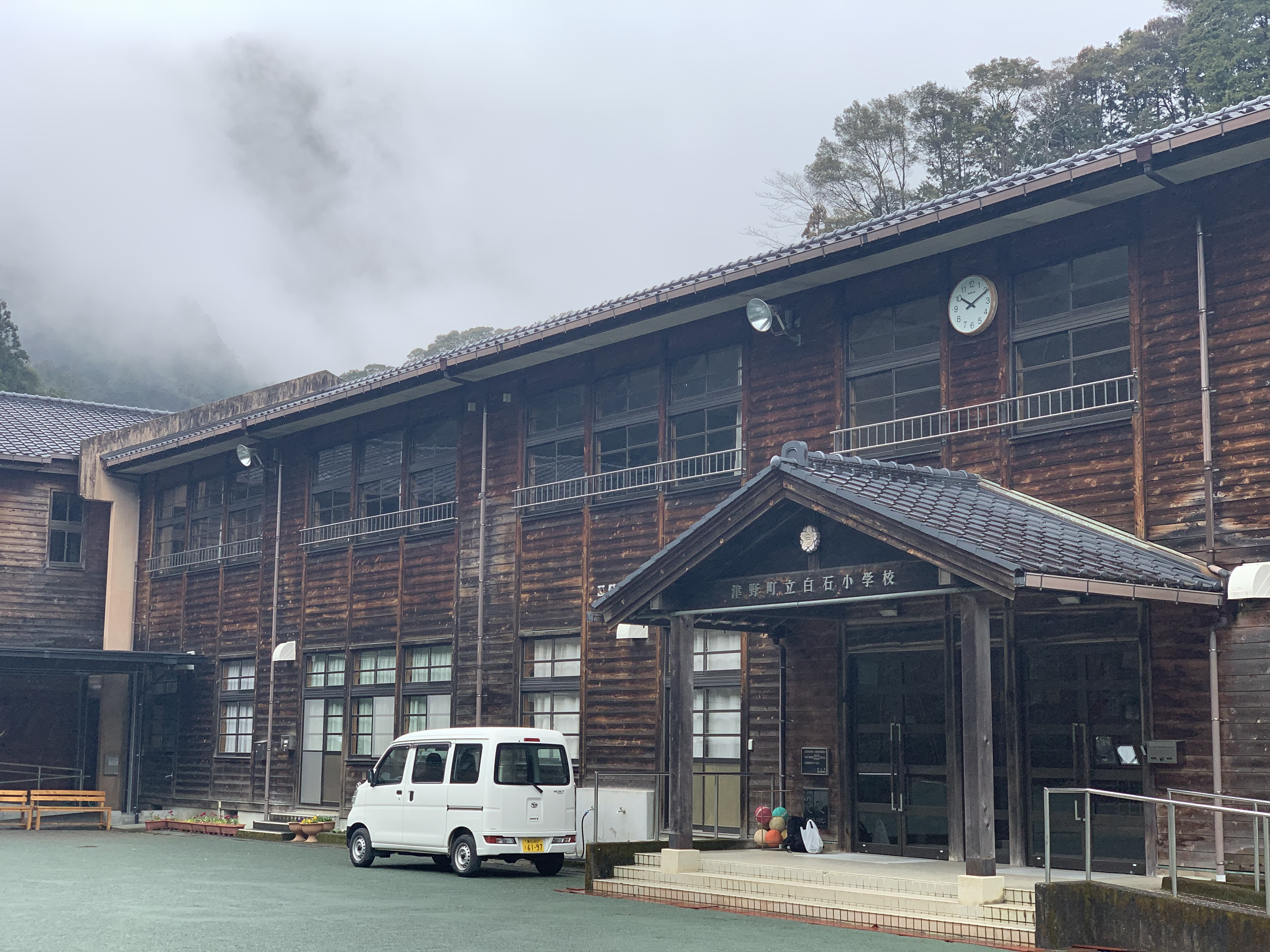
集落活動センターしらいし

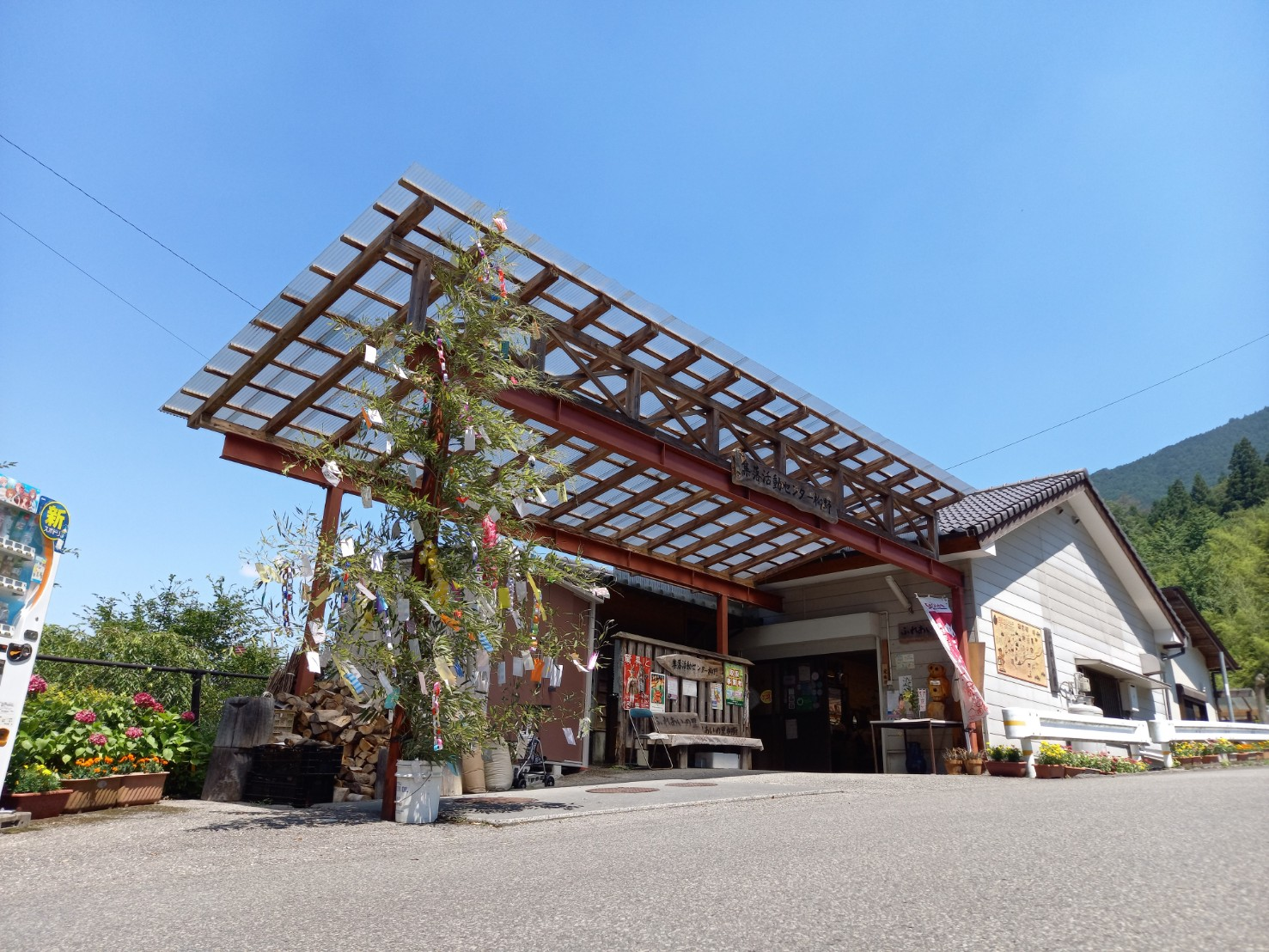
集落活動センター柳野「ふれあいの里柳野」

- 観光体験イベントの企画運営 - 「シーカヤック体験」（沖の島集落活動センター妹背家）、「田舎豆腐づくり体験」（集落活動センターふなと）など[11]
- 地域振興イベントの企画運営 - 「こしあぶらと山菜まつり」（集落活動センター柳野）、「福寿草まつり」（東豊永集落活動センター）など[4]
- 地域情報誌の発行 - 「いなぶっく」（集落活動センター「チーム稲生」× 高知大学地域協働学部）など[12][13]

## センターの一覧
高知県内で65か所（2022年6月時点）の集落活動センターが活動を行っている。
| 開所順 | センター名                               | 活動地域             | 開所時期         | 関連リンク    |
| ------ | ---------------------------------------- | -------------------- | ---------------- | ------------- |
| 1      | 集落活動センター汗見川                   | 本山町汗見川         | 平成24年6月17日  | [ 6 ] [ 16 ]  |
| 2      | 集落活動センターいしはらの里             | 土佐町石原           | 平成24年7月1日   | [ 17 ] [ 18 ] |
| 3      | 集落活動センターだんだんの里             | 仁淀川町長者         | 平成24年12月1日  |               |
| 4      | 集落活動センター「まつばら」             | 梼原町松原           | 平成25年1月12日  |               |
| 5      | 集落活動センター「はつせ」               | 梼原町初瀬           | 平成25年1月12日  | [ 19 ]        |
| 6      | 集落活動センター北郷                     | 黒潮町北郷           | 平成25年3月5日   |               |
| 7      | 集落活動センターなかやま                 | 安田町中山           | 平成25年4月1日   |               |
| 8      | 西川地区集落活動センター                 | 香南市西川           | 平成25年4月12日  | [ 20 ]        |
| 9      | 大宮集落活動センターみやの里             | 四万十市西土佐大宮   | 平成25年5月26日  |               |
| 10     | 集落活動センターたいこ岩                 | 佐川町尾川           | 平成25年9月19日  |               |
| 11     | 東川集落活動センターかまん東川           | 安芸市東川           | 平成25年9月29日  |               |
| 12     | 三原村集落活動センターやまびこ           | 三原村全域           | 平成26年3月28日  |               |
| 13     | 集落活動センター「四万川」               | 梼原町四万川         | 平成26年3月29日  |               |
| 14     | 集落活動センター「チーム稲生」           | 南国市稲生           | 平成26年6月15日  | [ 21 ]        |
| 15     | 集落活動センター柳野                     | いの町柳野           | 平成26年11月23日 | [ 22 ]        |
| 16     | 集落活動センター佐賀北部                 | 黒潮町佐賀北部       | 平成27年1月25日  |               |
| 17     | 集落活動センター西峯                     | 大豊町西峯           | 平成27年3月22日  |               |
| 18     | 集落活動センター「奥四万十の郷」         | 津野町郷             | 平成27年6月14日  |               |
| 19     | 中津川集落活動センター「こだま」         | 四万十町中津川       | 平成28年2月14日  |               |
| 20     | 集落活動センター 仁井田のりん家          | 四万十町仁井田       | 平成28年3月12日  |               |
| 21     | 集落活動センター「氷室の里」             | いの町越裏門・寺川   | 平成28年3月13日  |               |
| 22     | 北七ツ渕集落活動センター「たけのこの里」 | 高知市北七ツ渕       | 平成28年3月13日  |               |
| 23     | 大川村集落活動センター結いの里           | 大川村全域           | 平成28年3月16日  |               |
| 24     | 集落活動センター「おちめん」             | 梼原町越知面         | 平成28年3月20日  |               |
| 25     | 集落活動センターなはりの郷               | 奈半利町全域         | 平成28年3月26日  |               |
| 26     | 集落活動センターげいせい                 | 芸西村全域           | 平成28年3月26日  |               |
| 27     | 沖の島集落活動センター妹背家             | 宿毛市沖の島         | 平成28年4月1日   | [ 23 ]        |
| 28     | 集落活動センター鵜来島                   | 宿毛市鵜来島         | 平成28年4月1日   |               |
| 29     | 姫ノ井集落活動センター「姫の里」         | 大月町姫ノ井         | 平成28年4月1日   |               |
| 30     | 集落活動センターであいの里蜷川           | 黒潮町蜷川           | 平成28年4月1日   | [ 24 ]        |
| 31     | 集落活動センターゆすはら西               | 梼原町西区           | 平成29年3月19日  |               |
| 32     | 集落活動センターゆすはら東               | 梼原町東区           | 平成29年3月19日  |               |
| 33     | 椎名集落活動センターたのしいな           | 室戸市椎名           | 平成29年3月25日  |               |
| 34     | 大野見集落活動センターみなみ             | 中土佐町大野見南     | 平成29年3月26日  |               |
| 35     | 集落活動センター美良布                   | 香美市美良布         | 平成29年3月30日  |               |
| 36     | 集落活動センター加茂の里                 | 佐川町加茂           | 平成29年3月31日  |               |
| 37     | 集落活動センターくろいわ                 | 佐川町黒岩           | 平成29年3月31日  |               |
| 38     | 集落活動センターかきせ                   | 黒潮町蛎瀬川         | 平成29年4月2日   |               |
| 39     | とかの集落活動センターあおぞら           | 佐川町斗賀野         | 平成29年6月29日  |               |
| 40     | 集落活動センター「絆の里・いわはら」     | 大豊町岩原           | 平成29年8月21日  |               |
| 41     | 集楽活動センター下川口家                 | 土佐清水市下川口     | 平成29年8月26日  |               |
| 42     | 東豊永集落活動センター                   | 大豊町東豊永         | 平成30年2月4日   |               |
| 43     | 山笑ふ横畠集落活動センター               | 越知町横畠西部       | 平成30年3月20日  |               |
| 44     | 集落活動センターなめかわ                 | 本山町上関・下関     | 平成30年3月21日  |               |
| 45     | 集落活動センターあわ                     | 須崎市安和           | 平成30年4月1日   |               |
| 46     | 集落活動センターひらやま                 | 香美市平山           | 平成30年4月1日   |               |
| 47     | 集落活動センターしらいし                 | 津野町白石           | 平成30年5月20日  |               |
| 48     | 集落活動センターやなせ                   | 馬路村魚梁瀬         | 平成31年1月9日   |               |
| 49     | 集落活動センター山村自然楽校しもなの郷   | 仁淀川町下名野川     | 平成31年3月8日   |               |
| 50     | 集落活動センターふなと                   | 津野町船戸           | 平成31年4月14日  |               |
| 51     | 集落活動センターうらのうち               | 須崎市浦ノ内         | 令和元年5月21日  |               |
| 52     | 集落活動センターあなない                 | 大豊町穴内           | 令和元年5月25日  |               |
| 53     | 日南・大平集落活動センターひなたぼっこ   | 室戸市日南・大平     | 令和元年8月10日  |               |
| 54     | 甲浦集落活動センターなぎ                 | 東洋町甲浦           | 令和元年8月30日  |               |
| 55     | 集落活動センターおおのみきた             | 中土佐町大野見北     | 令和元年10月1日  |               |
| 56     | 集落活動センター そばの里 立川           | 大豊町立川           | 令和元年10月7日  |               |
| 57     | 能津集落活動センターミライエのうづ       | 日高村能津           | 令和元年10月25日 |               |
| 58     | 集落活動センター梅の木                   | 高知市梅ノ木         | 令和元年11月1日  |               |
| 59     | 集落活動センター大野台地                 | 田野町、安田町大野   | 令和2年3月17日   |               |
| 60     | 岸本地区集落活動センター                 | 香南市香我美町岸本   | 令和2年6月17日   |               |
| 61     | 集落活動センター松ヶ丘                   | 土佐町松ヶ丘         | 令和2年6月28日   |               |
| 62     | 集落活動センターけやき                   | 四万十町野地・家地川 | 令和3年3月28日   |               |
| 63     | 集落活動センター森                       | 土佐町森             | 令和3年10月22日  |               |
| 64     | 集落活動センター地蔵寺                   | 土佐町地蔵寺         | 令和4年4月6日    |               |
| 65     | 集落活動センター仁ノ万葉の里             | 高知市仁ノ           | 令和4年5月8日    |               |
| 66     | 集落活動センターやすだ                   | 安田町安田           | 令和5年5月22日   |               |